# James Riddick Partington
James Riddick Partington, MBE, in der Literatur meist als J. R. Partington angegeben (* 20. Juni 1886 in Bolton, England; † 9. Oktober 1965 in Weaverham, Cheshire), war ein britischer Chemiker und Chemiehistoriker.

## Leben
Sein Studium absolvierte er an der University of Manchester, an der er mehrere hohe Auszeichnungen erhielt. Im Rahmen des 1851 Exhibition Scholarship erhielt er ein Stipendium und arbeitete mit Walther Hermann Nernst in Berlin.  Er war ab 1913 wieder in Manchester und befasste sich mit Physikalischer Chemie und speziell der spezifischen Wärme von Gasen.  Für seine Arbeiten für das Ministry of Munitions während des Ersten Weltkriegs wurde Partington als MBE (member) in den Order of the British Empire aufgenommen. Er war von 1919 bis 1951 Professor für Chemie am Queen Mary and Westfield College, einem selbständigen Teil der University of London. 1951 ging er in den Ruhestand. Seit 1940 verwitwet, zog er in seinem Ruhestand von London nach Cambridge, wo er ein zurückgezogenes Leben führte und sich ganz der Chemiegeschichte widmete.
Von seinen vielen Büchern sind vor allem das 5-bändige Werk An Advanced Treatise on Physical Chemistry und das 4-bändige Werk A History of Chemistry bekannt, das zusammen mit seinem Buch über die Geschichte der Pyrotechnik seinen Ruf als Chemiehistoriker begründet. Außerdem schrieb er verbreitete einführende Chemielehrbücher.
James R. Partington war erster Vorsitzender der 1937 gegründeten Society for the History of Alchemy and Chemistry, die zur Erinnerung an den Chemiker den Partington Prize vergibt. 1965 wurde Partington mit der George-Sarton-Medaille ausgezeichnet, dem höchst renommierten Preis für Wissenschaftsgeschichte der von George Sarton und Lawrence Joseph Henderson gegründeten History of Science Society (HSS). 1961 erhielt er den Dexter Award.

## Schriften
- Higher Mathematics for Chemistry Students, 1911
- The Alkali Industry, 1918
- Inorganic Chemistry for University Students, 1921, 6. Auflage 1961
- General and Inorganic Chemistry for University Students, 1946, 4. Auflage 1966
- Origins and Development of Applied Chemistry, 1935
- The Life and Work of William Higgins, Chemist (1763-1825), 1960
- A Short History of Chemistry, Dover Publications, Inc., 1937, ISBN 0486659771.
- An Advanced Treatise on Physical Chemistry. Longmans, 1949 (Band 1), 1951 (Band 2), 1952 (Band 3), 1953 (Band 4), 1954 (Band 5).
- A History of Chemistry. MacMillan, London / New York 1970 (Band 1), 1961 (Band 2), 1962 (Band 3), 1964 (Band 4),
- A History of Greek Fire and Gunpowder. Heffer, Cambridge 1960. Neudruck: The Johns Hopkins University Press, 1998, ISBN 0-8018-5954-9.
- Dalton's atomic theory, Scientia: rivista internazionale di sintesi scientifica, 90, 1955, pp. 221–225